# Phimochirus holthuisi
Phimochirus holthuisi är en kräftdjursart som först beskrevs av Anthony J. Provenzano, Jr. 1961.  Phimochirus holthuisi ingår i släktet Phimochirus och familjen eremitkräftor. Inga underarter finns listade i Catalogue of Life.